# Camino de Santiago de Levante: Ruta desde Valencia

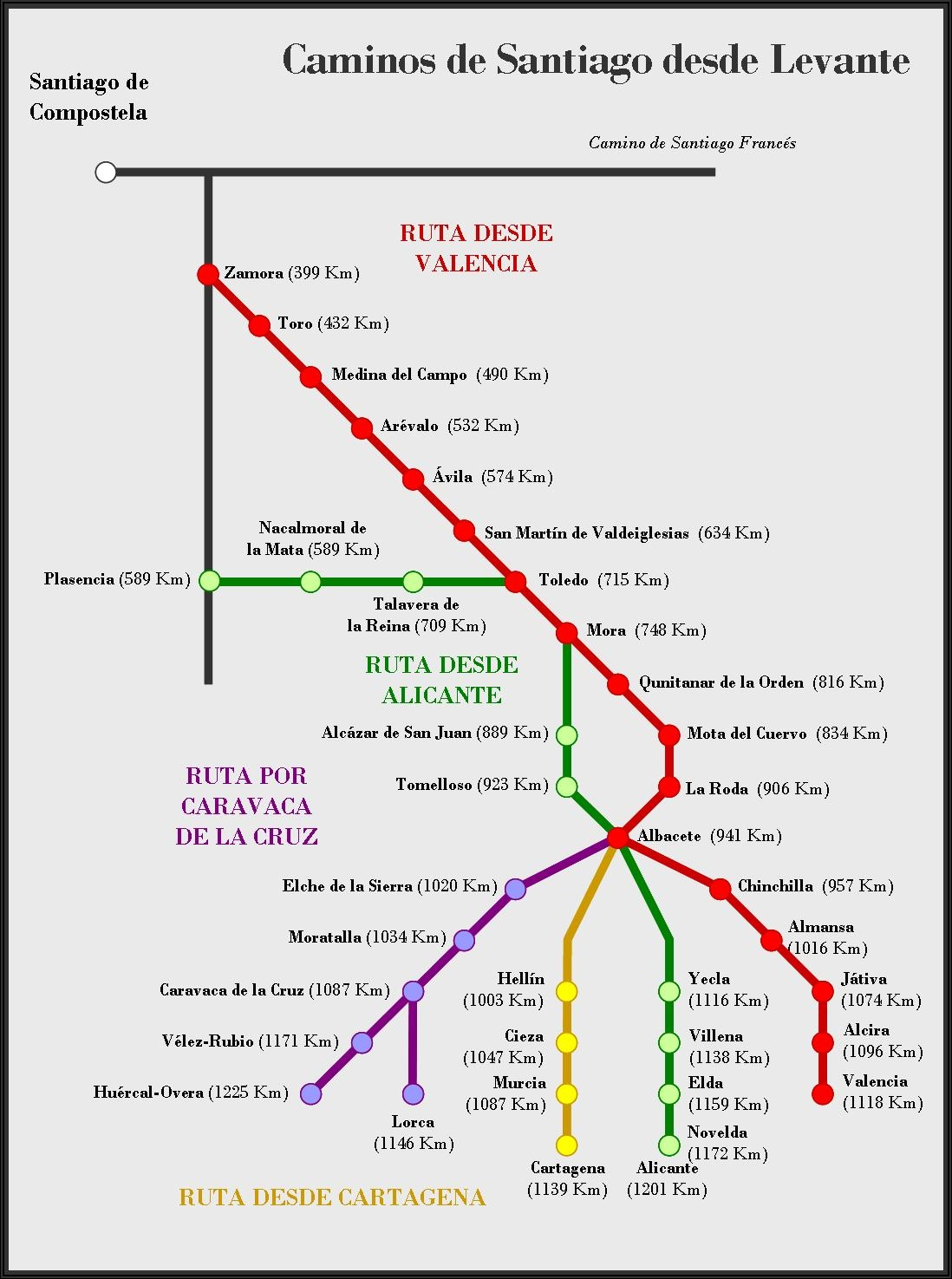
Ruta del Camino de Santiago de Levante.

El Camino de Santiago de Levante o Ruta Jacobea Levantina es uno de los trazados de mayor longitud existentes en España para conducir a los peregrinos hacia tierras compostelanas.
Comienza en la ciudad de Valencia y cruzando la Meseta en sentido noroccidental converge con la Ruta Jacobea de la Plata en Zamora (1112 km; 40-55 jornadas).
No obstante, en primavera de 2015 se trazó una nueva ruta que parte de la puerta de los Apóstoles de la Catedral de Valencia y que pasando por Mislata y Cuart de Poblet, se dirige hacia Cuenca y Castilla y León (735 km; 25-35 jornadas).

## Trazado de la Ruta

### Provincia de Valencia
Distancia aproximada: 98 km; 3-4 jornadas.
- Valencia
  - El Almudín.

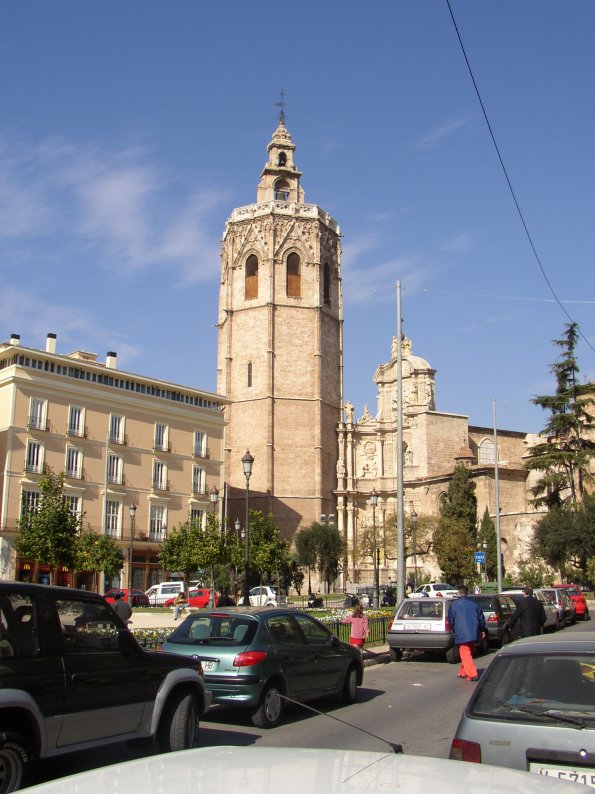
El Miguelete de la Catedral de Valencia.

  - Basílica de la Virgen de los Desamparados.
  - Catedral de la Santísima Virgen María.
  - Ciudad de las Artes y las Ciencias.
  - Colegio del Corpus Christi o Museo del Patriarca.
  - Casa Vestuario.
  - Estación del Norte.
  - Fuente de la Plaza de la Virgen.
  - Iglesia de los Santos Juanes.
  - Iglesia de San Juan del Hospital.
  - Iglesia de San Nicolás.
  - Lonja de la Seda.[1]
  - Mercado Central.
  - Mercado de Colón.
  - Monasterio de la Trinidad.
  - Palacio de la Generalidad Valenciana.
  - Palacio de Ripalda.
  - Palacio de San Pío V.
  - Palacio del marqués de Dos Aguas.
  - Palacio del marqués de la Scala.
  - Salón de Racionistas.
  - Torres de Serranos.
  - Torres de Quart.
- Alfafar
  - Antiguo sindicato arrocero.
  - Iglesia de la Virgen del Don.
  - Barrio de Orba.

- Benetúser

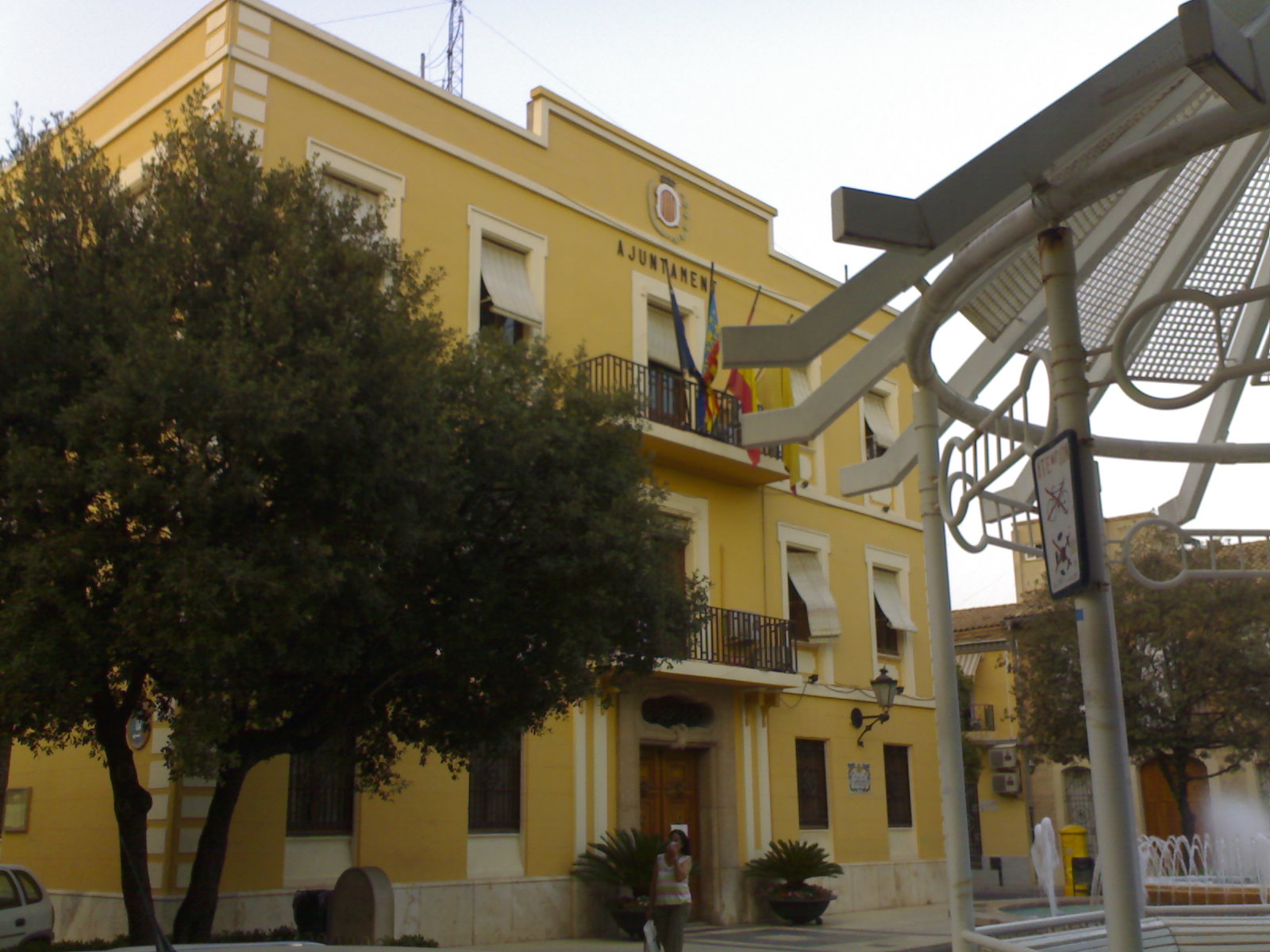
Ayuntamiento de Benetúser.

  - Iglesia parroquial de Nuestra Señora del Socorro.
  - Molino de la Estación.
  - Ayuntamiento.
  - Molino de Favara.
  - Puerta del Castillo.
- Masanasa
  - Alquería de Soria.
  - Ayuntamiento.
  - Casa de los Obreros.
  - Escuelas Viejas.

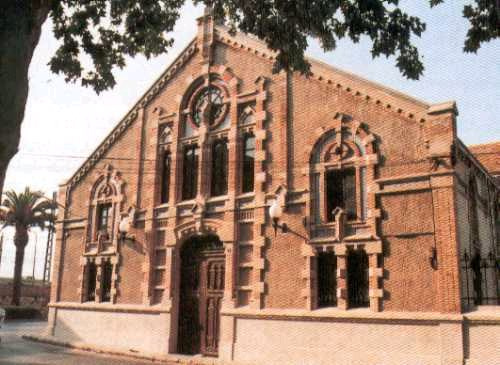
Almacén de Ribera en Carcagente.

  - Iglesia parroquial de San Pedro.
- Catarroja
  - Casa-palacio de Vivanco.
  - Iglesia de San Miguel.
  - Mercado Municipal.
  - Museo de las Barracas.
  - Puente de Piedra.
  - Villa romana.
- Silla
  - Casa-palacio.
  - Iglesia parroquial de Nuestra Señora de los Ángeles.
  - Torre árabe.
- Almusafes
  - Iglesia parroquial de San Bartolomé.
  - Pasadizos subterráneos medievales.
  - Torre Racef.

- Benifayó
  - Casa-palacio de los Falcó.

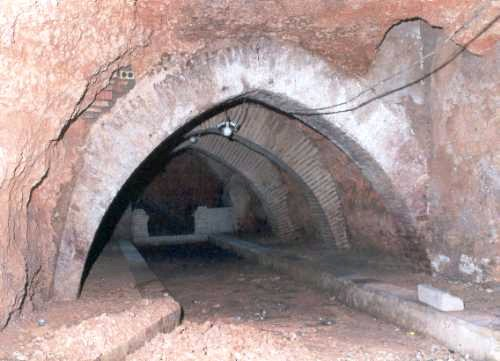
Subterráneo medieval de Benifayó.

  - Ermita de la Virgen de los Desamparados.
  - Iglesia de San Pedro Apóstol.
  - Lavadero municipal.
  - Mercado municipal.
  - Pasadizos subterráneos medievales.
  - Torre de Espioca.
  - Torre de la Plaza.
  - Torre de Muza.
- AlgemesíCartel identificativo del albergue de peregrinos de Algemesí.

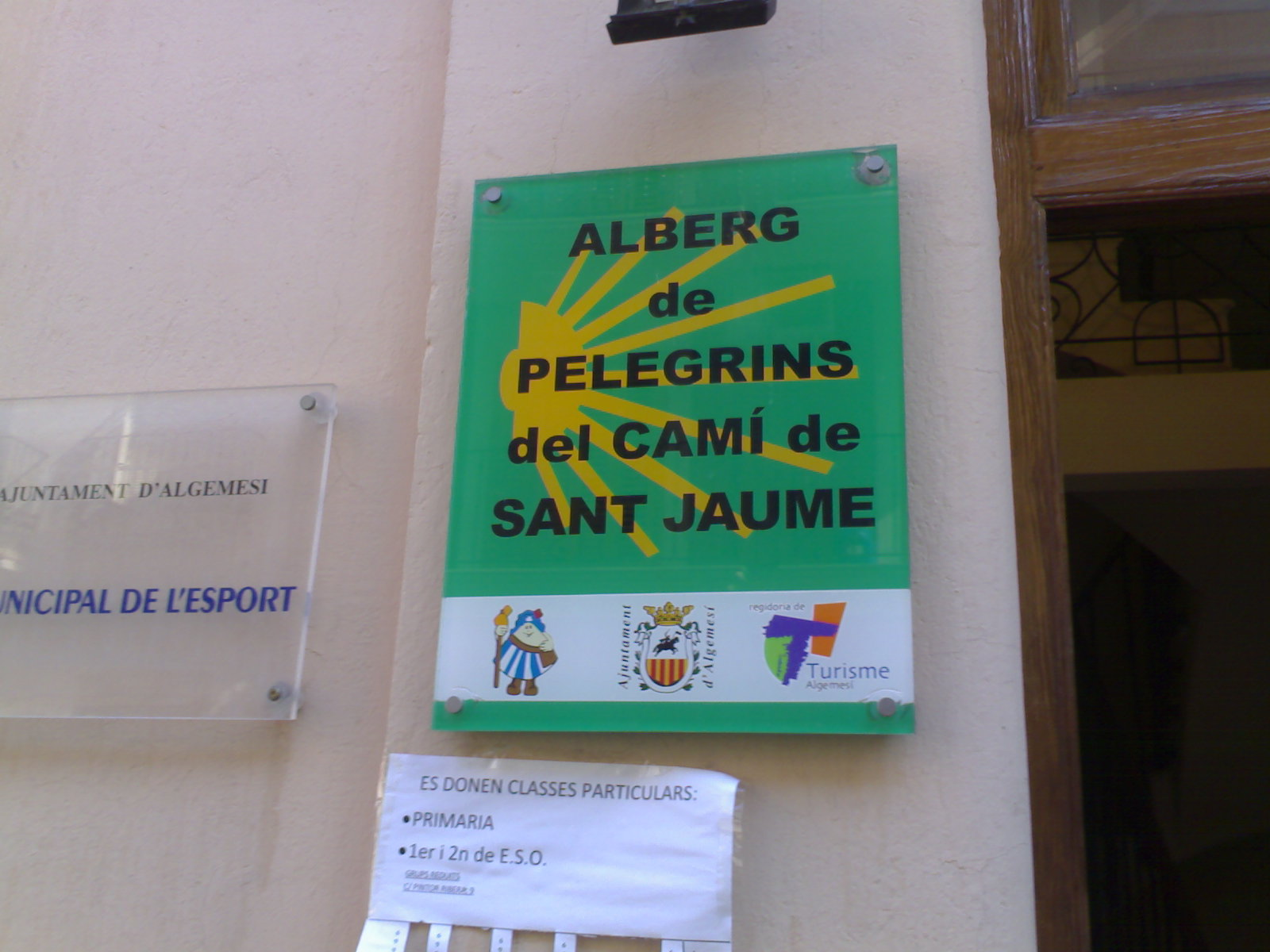
Cartel identificativo del albergue de peregrinos de Algemesí.

  - Antiguo convento de San Vicente Ferrer (Museo Valenciano de las fiestas).
  - Capilla del encuentro.
  - Basílica Menor de San Jaime.
  - Paredes de Cotes y Pardines.
  - Edificios modernistas de la calle Montaña.

- Alcira
  - Casa Consistorial.

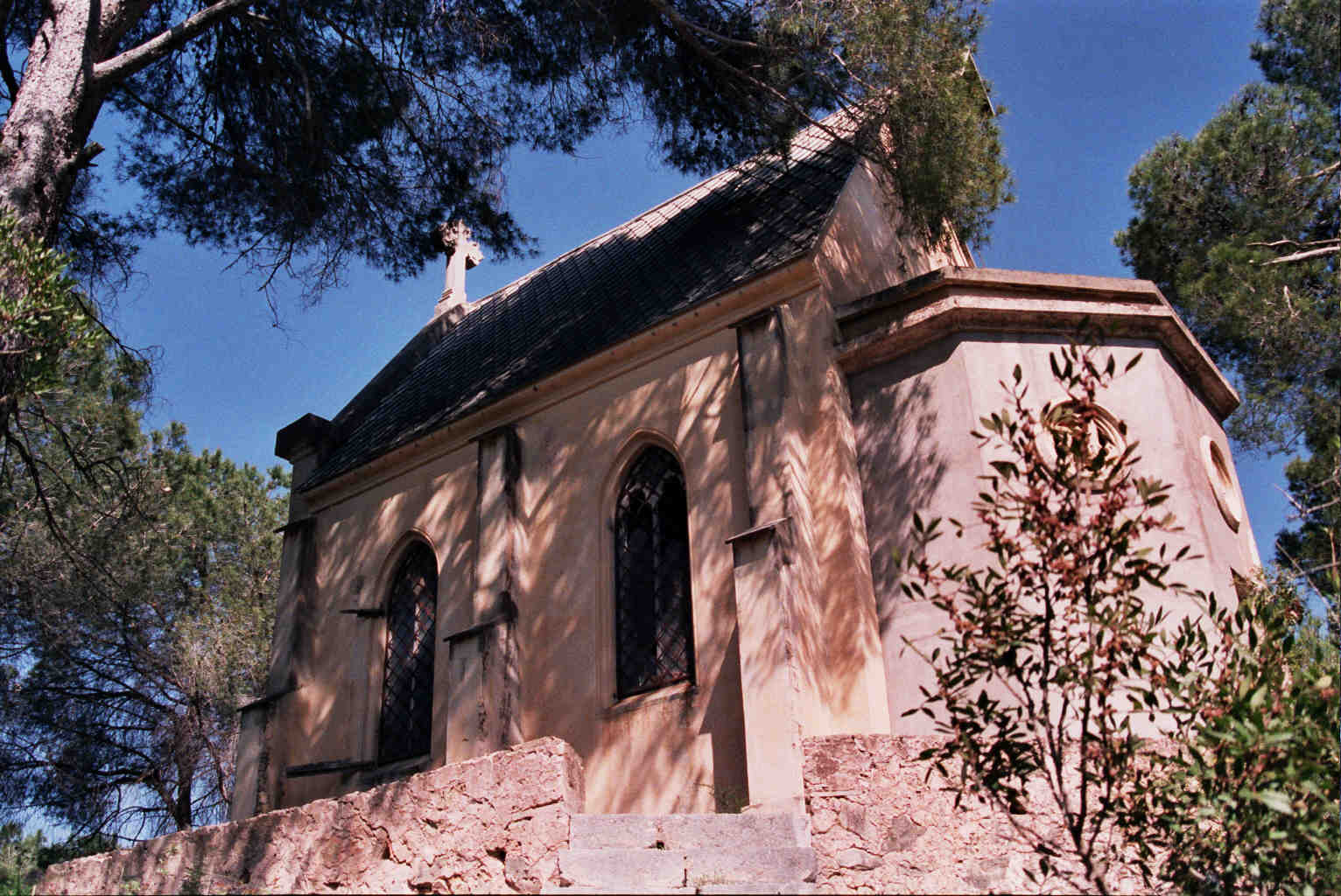
Ermita de la Casella en Alcira.

  - Casilicios del Puente de San Bernat.
  - Cruz de Jaime I el Conquistador.
  - Ermita de la Casella.
  - Hospital de Santa Lucía.
  - Iglesia arciprestal de Santa Catalina Mártir.
  - Ruinas del Monasterio de la Murta.
  - Monasterio de la Valldigna.
  - Murallas medievales.
  - Parque de las Murallas y la Vila.
  - Santuario de Nuestra Señora del Lluch.

- Carcagente
  - Almacén de Ribera.
  - Casa Consistorial.
  - Ermita de San Roque de Ternils.
  - Iglesia parroquial de San Bartolomé de Cogullada.
  - Iglesia parroquial de la Asunción.
  - Monasterio de Aguas Vivas.
  - Monasterio del Corpus Christi.
  - Palacio del marqués de Montortal.
  - Torre de la Cueva de las Maravillas.
- Puebla Larga
  - Alquería y necrópolis islámicas.
  - Ayuntamiento.
  - Cruz del Término.
  - Iglesia de San Pedro Apóstol.

- Játiva
  - Calle Moncada.

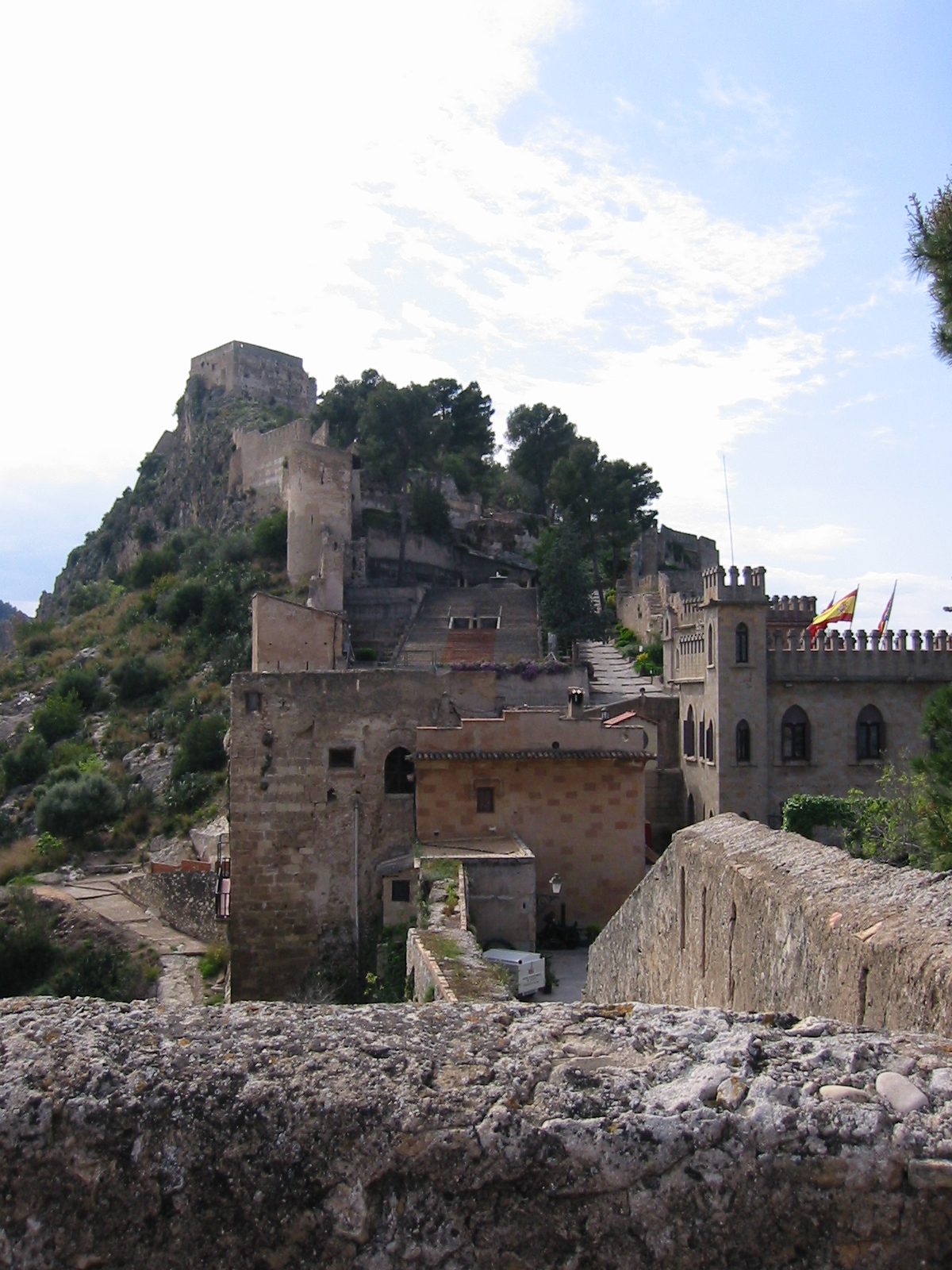
Castillo de Játiva.

  - Casa Natal del Papa Alejandro VI.
  - Castillo.
  - Colegiata de Santa María.
  - Convento de San Onofre.
  - Convento de Santa Clara.
  - Cueva de los Goteles.
  - Cueva de los Palomos.
  - Ermita de San Félix.
  - Ermita de San José.
  - Ermita de Santa Ana.
  - Hospital Mayor de Pobres.
  - Iglesia de San Francisco.
  - Iglesia de San Pedro.
  - Museo del Almudí.
  - Palacio de Alarcón.
  - Plaza de la Trinidad.
  - Plaza del Mercado.
  - Puerta de los Trinitarios.
- Anahuir
  - Iglesia de Nuestra Señora de los Ángeles.
- Canals
  - Antiguo Hospital.
  - Casino.
  - Iglesia parroquial de San Antonio Abad.
  - Monasterio de Santa Clara.
  - Oratorio de los Borja.
  - Torre de los Borja.
- Vallada
  - Capilla del Divino Juez.
  - Ermita de San Sebastián.
  - Ermita del Cristo.
  - Iglesia parroquial de San Bartolomé.
  - Museo de Prehistoria.

- Mogente
  - Capilla de las Santas Reliquias.

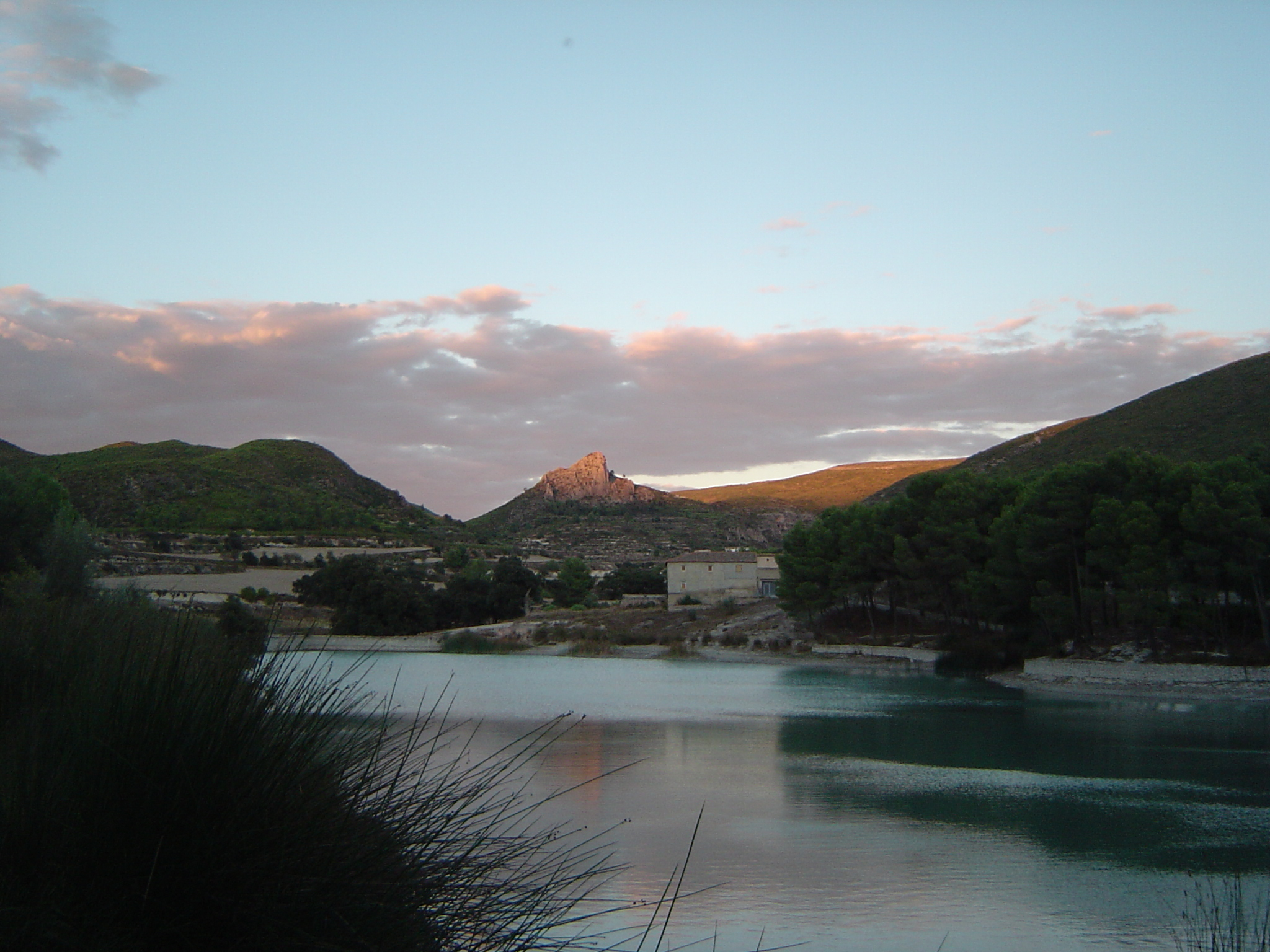
Presa del Bosquet en Mogente.

  - Ermita del Santísimo Cristo del Calvario.
  - Iglesia parroquial de San Pedro Apóstol.
  - Monumento al Guerrero.
  - Necrópolis ibérica Corrar de Saus.
  - Presa del Bosquet.
  - Ruinas del Castillo de los Coloms.
  - Yacimientos arqueológicos de La Bastida de les Alcusses.
- Fuente la Higuera
  - Cruz de los Caminantes.
  - Iglesia parroquial de la Natividad de Nuestra Señora.
  - Ermita de San Sebastián.
  - Ermita de Santa Bárbara.
  - Lavadero municipal.
  - Yacimiento arqueológico de Santo Domingo.

### Provincia de Albacete
Distancia aproximada: 147 km; 5-7 jornadas.
- Almansa
  - Castillo de Almansa.[2]

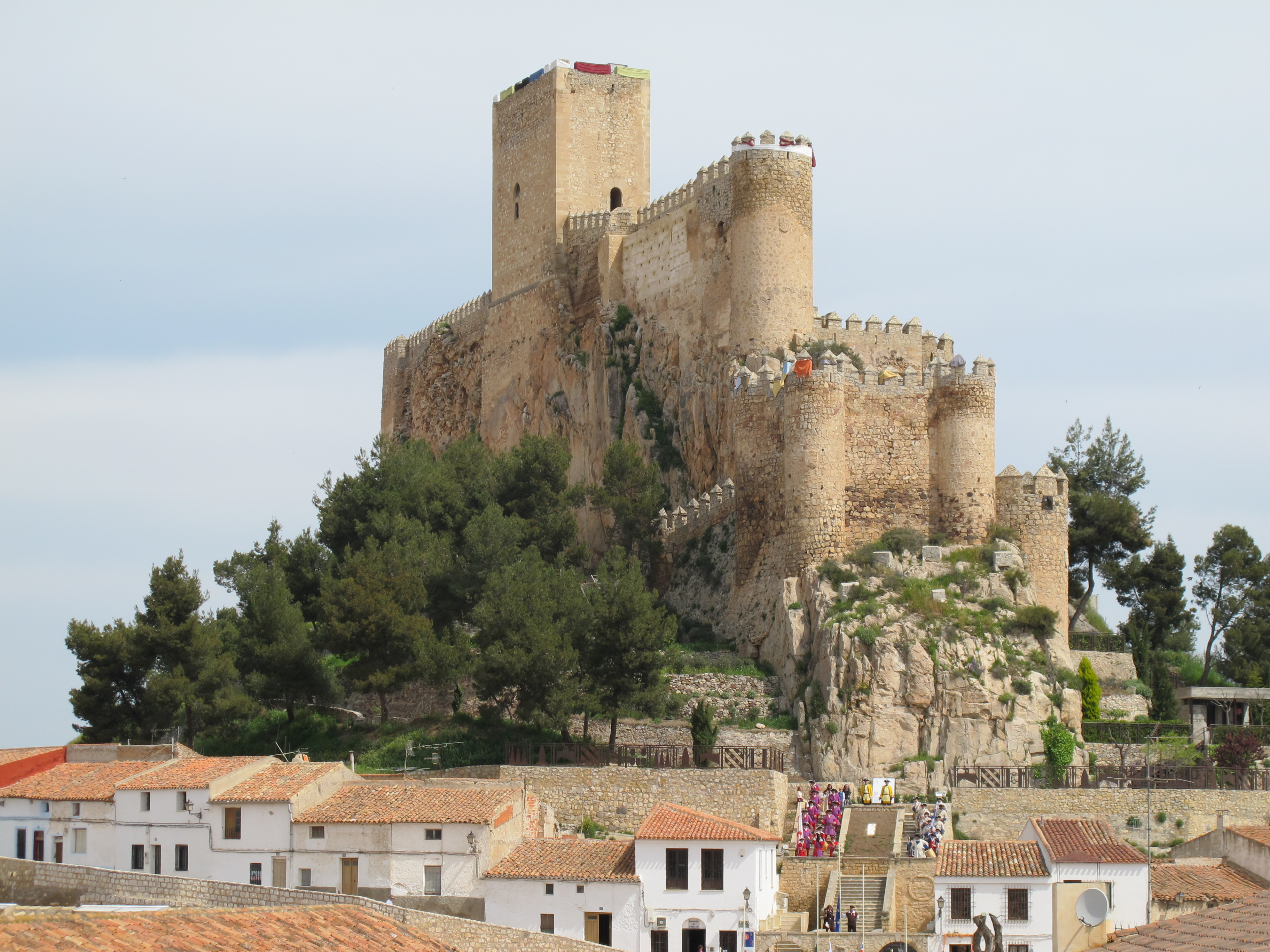
Castillo de Almansa en 2010.

  - Iglesia arciprestal de la Asunción (del siglo XVI al XIX).[3]
  - Capilla de la Comunión (anexa a la iglesia arciprestal, año 1763).
  - Ayuntamiento (palacio de los condes de Cirat, siglo XVI).[4]
  - Antiguo Ayuntamiento (año 1800).
  - Torre municipal del reloj (año 1780).
  - Plaza de San Agustín.
  - Plaza de Santa María.
  - Iglesia del convento de las monjas agustinas (año 1704).
  - Iglesia del convento de los franciscanos (año 1660).
  - Casa de la Cultura (antiguo pósito, calle Aragón).
  - Casa de los marqueses de Montortal (calle Aragón).
  - Casa de los Enríquez de Navarra (calle Aragón).
  - Museo de la batalla de Almansa.
  - Pantano de Almansa (año 1584).
  - Santuario de Nuestra Señora de Belén (siglo XVII).[5]
- Higueruela
  - Ermita de Santa Bárbara.[6]
  - Iglesia parroquial de Santa Quiteria.
- Hoya-Gonzalo
  - Necrópolis de Los Villares.[7]
  - Iglesia de la Virgen de los Remedios.
  - Museo Etnológico.
  - Cucos y Chozas.
  - Sierra de Hoya-Gonzalo.
  - Aldeas de Fontanar de Abajo (con una plaza de toros), Fontanar de Arriba y Ventalhama.
- Chinchilla de Monte-Aragón
  - Ayuntamiento.
  - Baños árabes.
  - Casas blasonadas.
  - Castillo árabe.[8]
  - Convento de Santo Domingo.
  - Cuevas del Agujero.
  - Hospital de San Julián.
  - Iglesia de la Natividad.
  - Iglesia arciprestal de Santa María del Salvador.[9]
  - Murallas.
  - Plaza de la Tercia.
  - Plaza Mayor.

- Albacete
  - Ayuntamiento.

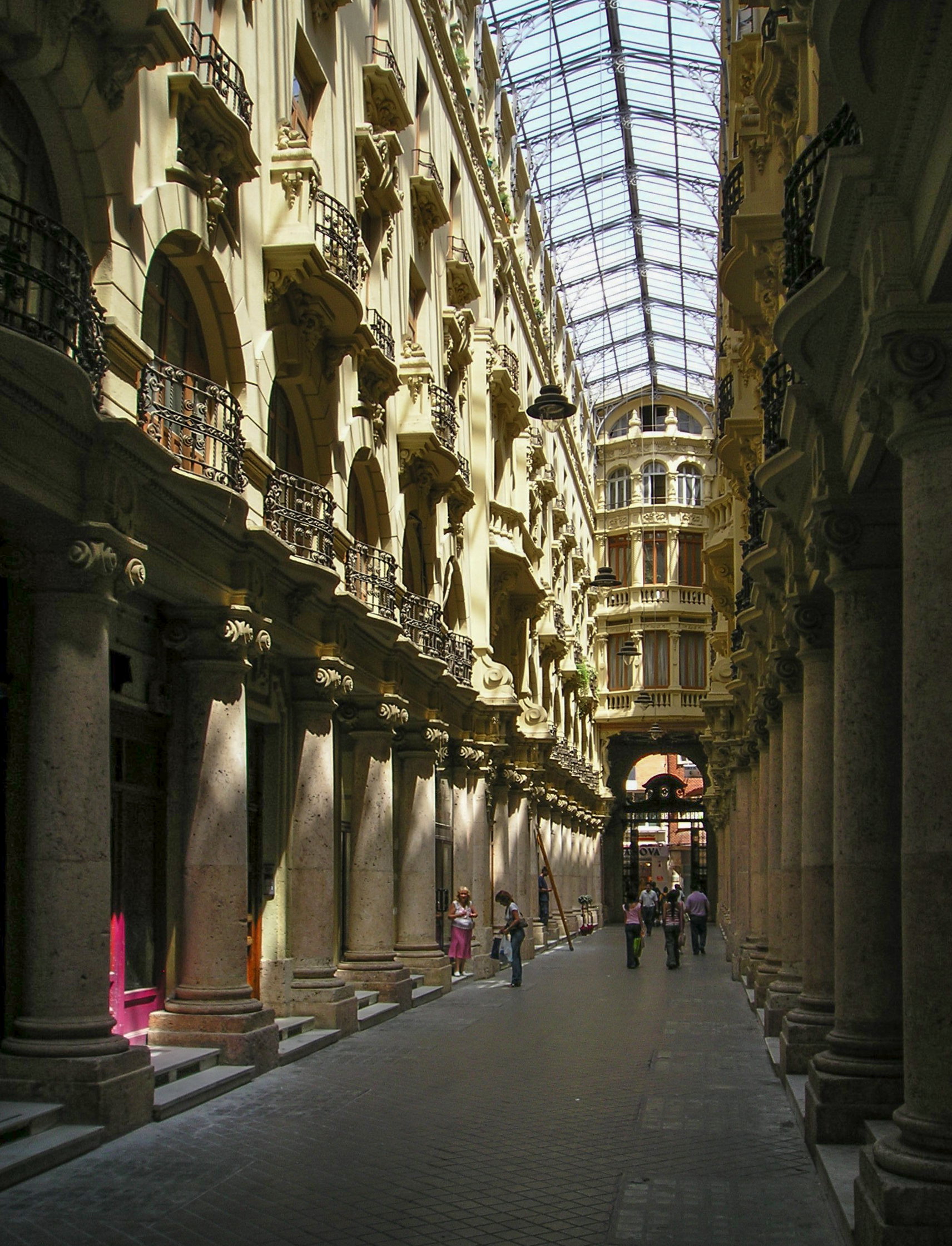
Pasaje Lodares en Albacete.

  - Biblioteca Municipal Depósitos del Sol (antiguos aljibes municipales).
  - Casa del Hortelano o Museo de la Cuchillería.
  - Casa Perona.
  - Catedral de San Juan Bautista.
  - Coso taurino.
  - Fábrica de Harinas.
  - Museo Municipal (antiguo Ayuntamiento).
  - Museo Arqueológico de Albacete.
  - Parque de Abelardo Sánchez.
  - Pasaje de Lodares.
  - Posada del Rosario (hoy Oficina de Información Turística).
- La Gineta
  - Parroquia de San Martín.
- La Roda
  - Casa de los Alcañabate.
  - Casa de los Atienza.
  - Casa del General Latorre.
  - Casa del Inquisidor.
  - Iglesia de San Salvador.
  - Palacio de los Condes de Villaleal.
  - Posada del Sol.
- Minaya
  - Iglesia de Santiago.
  - Palacio.

### Provincia de Cuenca
Distancia aproximada: 50 km; 2 jornadas.
- Casas de los Pinos

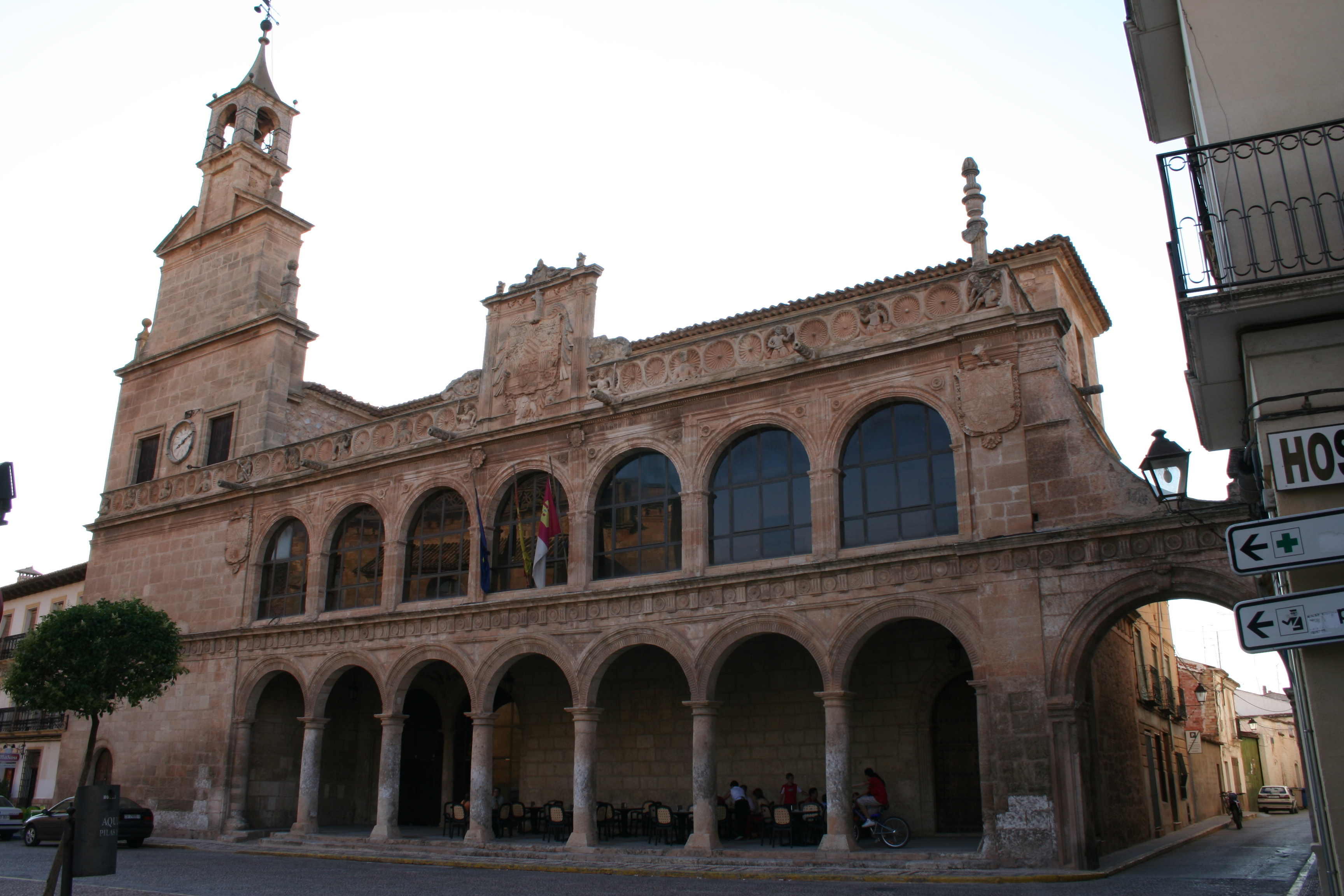
Casa Consistorial de San Clemente.

  - Iglesia parroquial de Nuestra Señora de la Purificación.
- San Clemente
  - Arco romano.
  - Casa Carnicerías.
  - Casa Consistorial.
  - Convento del Carmen.
  - Convento de San Francisco.
  - Iglesia parroquial de Santiago Apóstol.
  - Pósito municipal.
  - Torre Vieja.
  - Castillo de Santiago de la Torre.
- Las Pedroñeras
  - Casa Palacio de los Molina.
  - Ermita del Santo Sepulcro.
  - Iglesia de Nuestra Señora de la Asunción.
- El Pedernoso
  - Casa Consistorial.
  - Palacio de los marqueses de Garnica.
  - Parque Municipal.
- Santa María de los Llanos
  - Aljibe romano.
  - Iglesia parroquial.
- Mota del Cuervo
  - Casona de los Condes de Campillo.
  - Hospital de Santiago.
  - Iglesia parroquial de San Miguel Arcángel.

### Provincia de Toledo
Distancia aproximada: 210 km; 7-9 jornadas.
- El Toboso
  - Ayuntamiento.
  - Museo Casa de Dulcinea.
  - Convento de las Trinitarias.
  - Iglesia de San Antonio Abad.

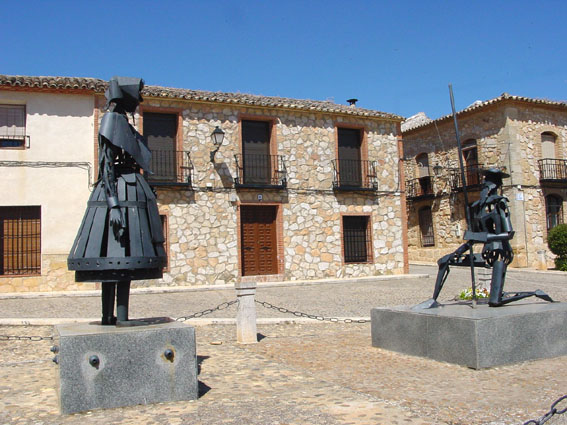
Monumento a Don Quijote y Dulcinea en El Toboso.

  - Monumento a Don Quijote y Dulcinea.
- Quintanar de la Orden
  - Ermita de la Virgen de la Piedad.
  - Ermita de San Antón.
  - Ermita de San Sebastián.
  - Ermita de Santa Ana.
  - Iglesia de Santiago de la Espada.
  - Rollo jurisdiccional.
  - Santuario de Nuestra Señora de la Piedad.
- La Puebla de Almoradiel

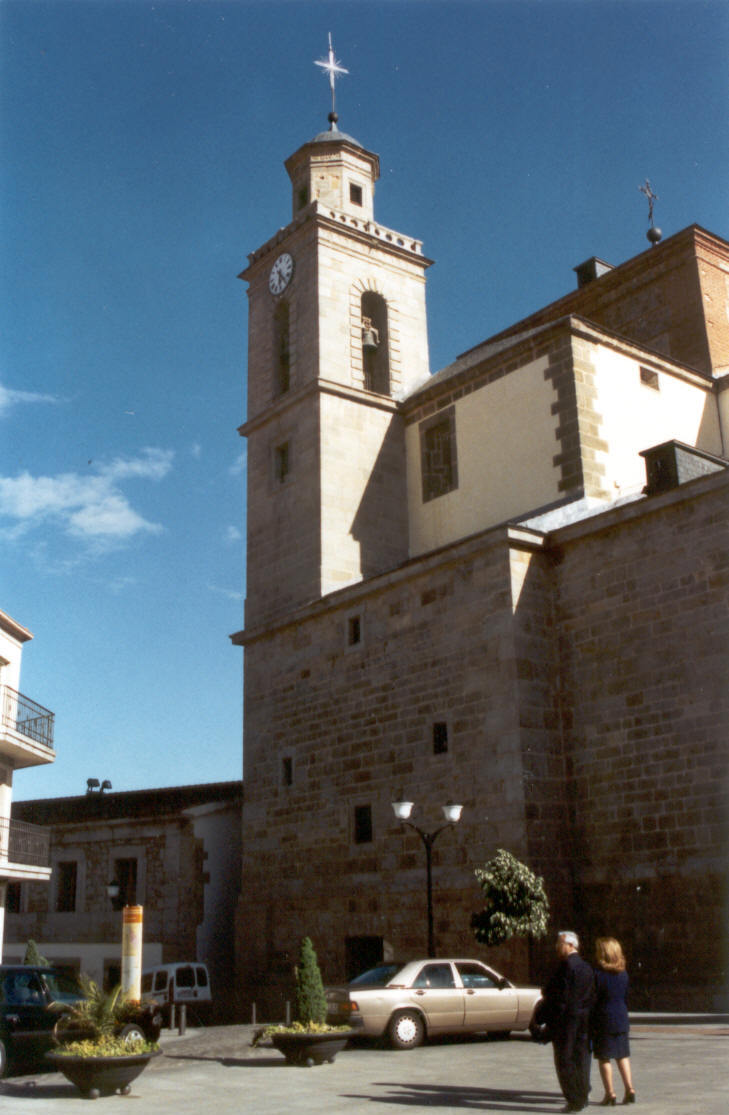
Iglesia de San Martín Obispo en San Martín de Valdeiglesias.

  - Ermita de Nuestra Señora del Egido.
  - Ermita de Palomares.
  - Ermita de Santa Ana.
  - Ermita del Cristo.
  - Iglesia parroquial de San Juan Bautista.
- La Villa de Don Fadrique
  - Casa de los Lara.
  - Casa de Nemesio Izquierdo.
  - Casa del conde de Buenavista.
  - Fortaleza de la Torrecilla.
  - Iglesia parroquial de la Asunción.
  - Palacio del marqués de Mudela.

- Villacañas
  - Ermita de la Concepción.
  - Ermita de San Sebastián.

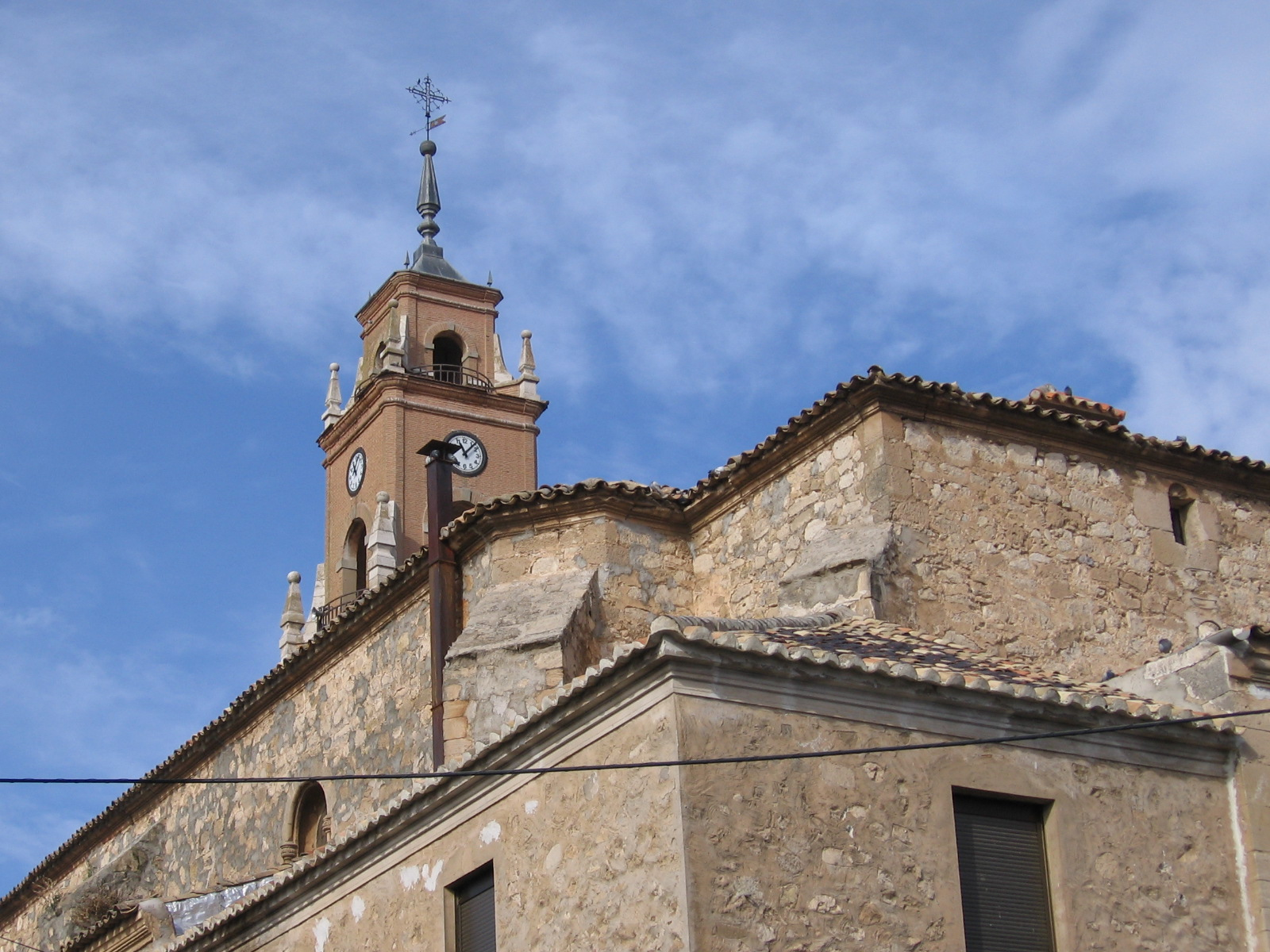
Iglesia parroquial de Nuestra Señora de la Asunción en Villacañas.

  - Iglesia parroquial de Nuestra Señora de la Asunción.
  - Museo de la Tía Sandalia.
  - Museo etnográfico del Silo.
- Tembleque
  - Casa Consistorial.
  - Casa de las Torres.
  - Casa de Postas o Parador de Afuera.
  - Ermita de la Purísima Concepción.
  - Ermita de la Veracruz.
  - Ermita de San Antón.
  - Ermita del Cristo del Valle.
  - Iglesia parroquial de la Asunción.
  - Monumento al Molino.
  - Palacio de Fernández Alexo.
  - Plaza Mayor.
  - Santuario del Cristo de la Palma.
- Mora
  - Iglesia de Nuestra Señora de Altagracia.
- Mascaraque
  - Castillo Juan de Padilla.
  - Ermita de Nuestra Señora de Gracia.
  - Ermita del Cristo de la Veracruz.
  - Iglesia parroquial de Santa María Magdalena.
- Almonacid de Toledo
  - Ermita de Nuestra Señora de la Oliva.
  - Iglesia parroquial.
  - Puente romano.
  - Ruinas del castillo árabe.
- Nambroca
  - Ermita del Santo Cristo de las Aguas.
  - Iglesia de Nuestra Señora de la Purificación.

- Toledo[10]
  - Alcázar.
  - Casa del Temple.
  - Casa-museo de El Greco.
  - Castillo de San Servando.
  - Catedral de Santa María.
  - Circo romano.

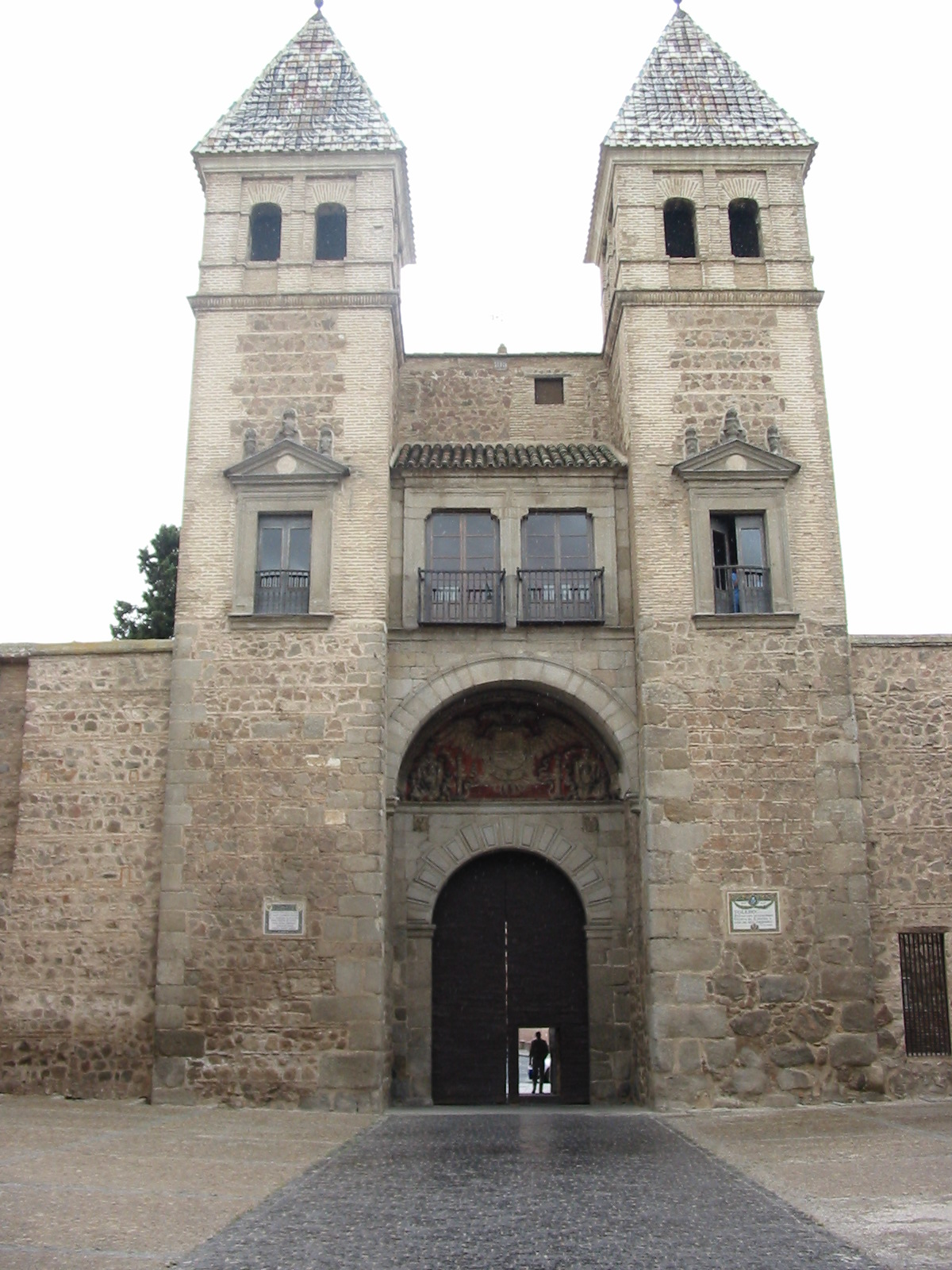
Puerta de Bisagra en Toledo.

  - Convento de la Concepción Franciscana.
  - Convento de la Madre de Dios.
  - Convento de San Pedro Mártir.
  - Monasterio de Santo Domingo de Silos.
  - Corral de Don Diego.
  - Ermita del Cristo de la Vega.
  - Hospital de la Santa Cruz.
  - Iglesia de las Santas Justa y Rufina.
  - Iglesia de Santo Tomé.
  - Mezquita de Tornerías.
  - Mezquita del Cristo de la Luz.
  - Monasterio de San Juan de los Reyes.
  - Museo de los Concilios.
  - Palacio Arzobispal.
  - Palacio de Amusco.
  - Plaza de Zocodover.
  - Posada de la Hermandad.
  - Puente de Alcántara.
  - Puente de San Martín.
  - Puerta de Alfonso VI.
  - Puerta del Cambrón.
  - Puerta del Sol.
  - Puerta del Vado.
  - Puerta Nueva de Bisagra.
  - Sinagoga de Santa María la Blanca.
  - Sinagoga del Tránsito.
  - Teatro Rojas.
  - Templo de los Santos Justo y Pastor.
  - Templo de Santiago del Arrabal.
  - Torre de la Almofala.
- Rielves
  - Iglesia parroquial de Santiago Apóstol.
- Barcience
  - Casa de los Taramona.
  - Castillo.
  - Iglesia de Santa María la Blanca.
- Torrijos
  - Capilla del Cristo de la Sangre.
  - Colegiata del Santísimo Sacramento.
  - Depósitos municipales de agua.
  - Estación de Ferrocarril.
  - Palacio de don Pedro de Castilla.
  - Plaza de España.
  - Silo de Trigo.

- Maqueda
  - Castillo.

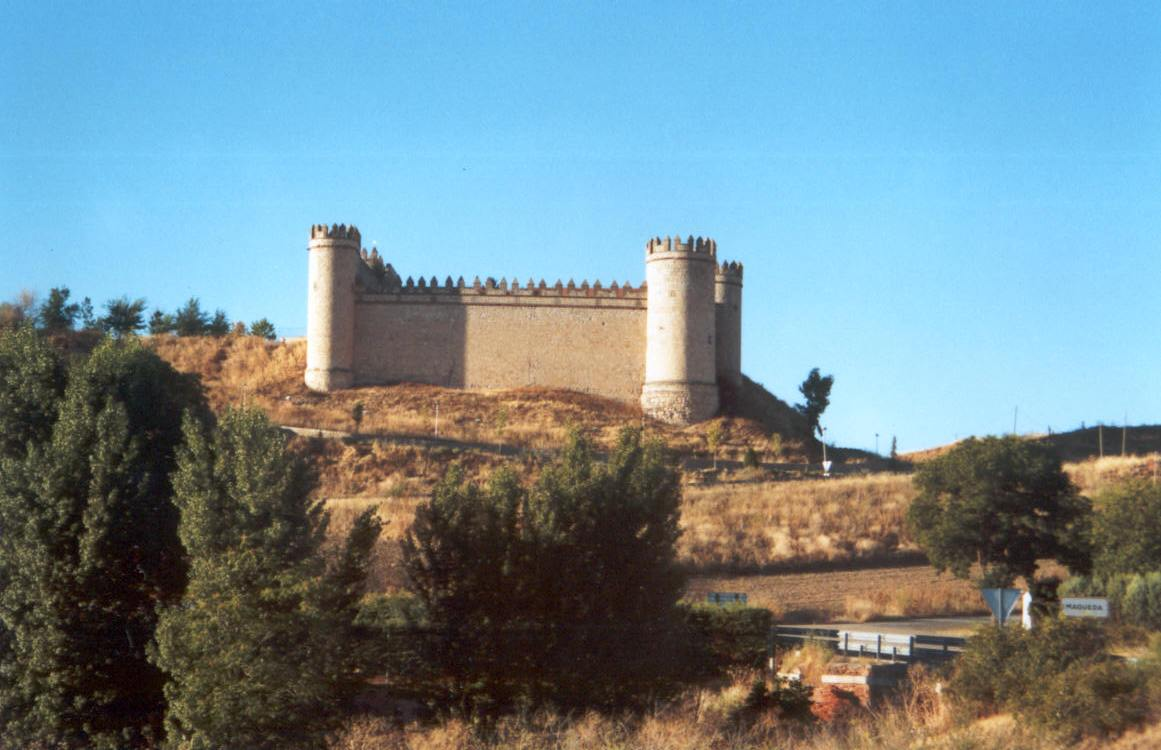
Castillo de Maqueda.

  - Iglesia de Santa María de los Alcázares.
  - Puerta Califal.
  - Rollo jurisdiccional.
  - Torreón de los Vela.
- Escalona
  - Castillo-Palacio.
  - Convento de la Concepción.
  - Convento Franciscano.
  - Iglesia de San Miguel Arcángel.
  - Plaza Mayor.
  - Puerta de San Miguel.

- Almorox
  - Casa Consistorial.
  - Crucero.
  - Ermita de Nuestra Señora de la Piedad.
  - Iglesia parroquial de San Cristóbal.
  - Puerta de las Barguillas.
  - Rollo jurisdiccional.

### Comunidad de Madrid
Distancia aproximada: 15 km; 1 jornada.
- San Martín de Valdeiglesias
  - Castillo de la Coracera.
  - Ermita de la Salud.
  - Ermita del Cristo del Humilladero.
  - Ermita del Ecce Homo.
  - Ermita del Rosario.
  - Iglesia de San Martín Obispo.
  - Pantano de San Juan.
  - Plaza Real.
  - Ruinas del Monasterio de Santa María de Valdeiglesias.

### Provincia de Ávila
Distancia aproximada: 114 km; 4-5 jornadas.
- El Tiemblo[11]
  - Toros de Guisando.
- Cebreros
  - Iglesia de Santiago Apóstol.
- San Bartolomé de Pinares
  - Monumento a Cascorro.
- Herradón de Pinares
  - Iglesia de Santa María la Mayor.

- Ávila[12]
  - Basílica de San Vicente.
  - Capilla de Mosén Rubí.
  - Casa de los Deanes.
  - Catedral del Salvador.
  - Convento de Santa Teresa.
  - Ermita de San Segundo.
  - Hospital de San Martín.
  - Iglesia de San Pedro.
  - Monasterio de Santo Tomás.
  - Murallas medievales.
  - Palacio de Bracamonte.
  - Palacio de los Dávila.
  - Palacio de los Velada.
  - Palacio de los Verdugo.
  - Palacio de Valderrábanos.
  - Puerta del Carmen.
  - Templo de San Andrés.
  - Torreón de los Guzmanes.
- Cardeñosa
  - Arco de Conejeros.
  - Castro de Cogotas.

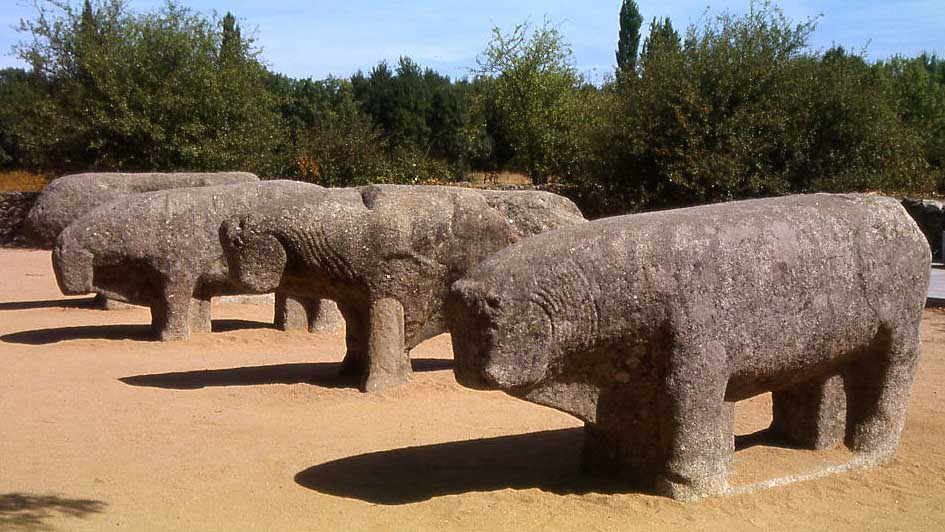
Los Toros de Guisando en El Tiemblo.

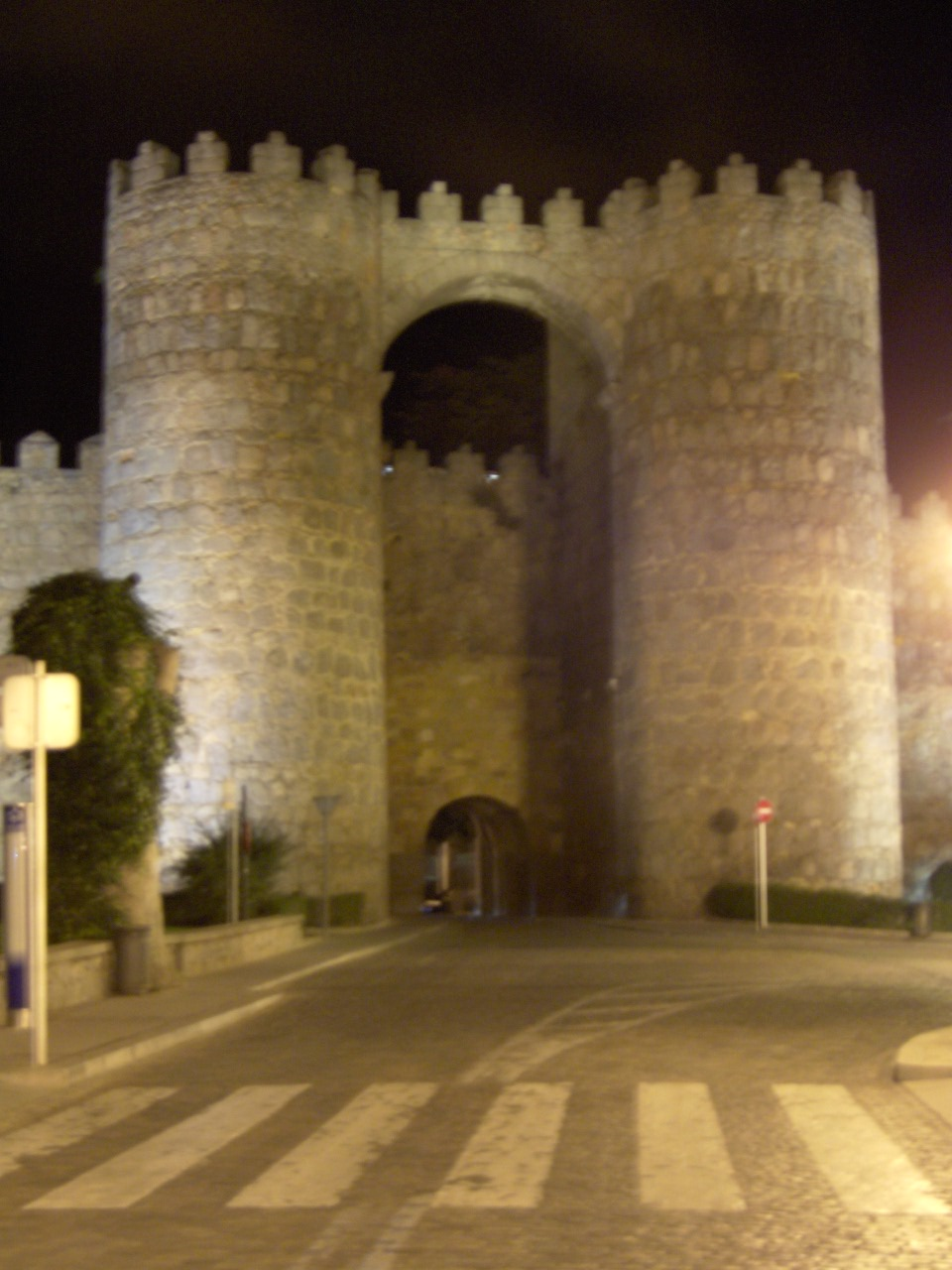
Puerta de San Vicente en las Murallas de Ávila.

  - Ermita de la Virgen del Berrocal.
  - Iglesia parroquial de la Santa Cruz.
- Gotarrendura
  - Ermita de Nuestra Señora de las Nieves.
  - Estatua de Santa Teresa de Jesús.
  - Iglesia parroquial de San Miguel Arcángel.
  - Museo etnográfico López Berrón.
- Hernansancho
  - Iglesia parroquial de San Martín.
- Villanueva de Gómez
  - Casa Consistorial.
  - Iglesia parroquial de Santa María la Mayor.
- El Bohodón
  - Iglesia parroquial.
- Tiñosillos
  - Iglesia parroquial.

- Arévalo
  - Arco de la Medina.
  - Arco de los Descalzos.
  - Casa Consistorial.
  - Castillo medieval.

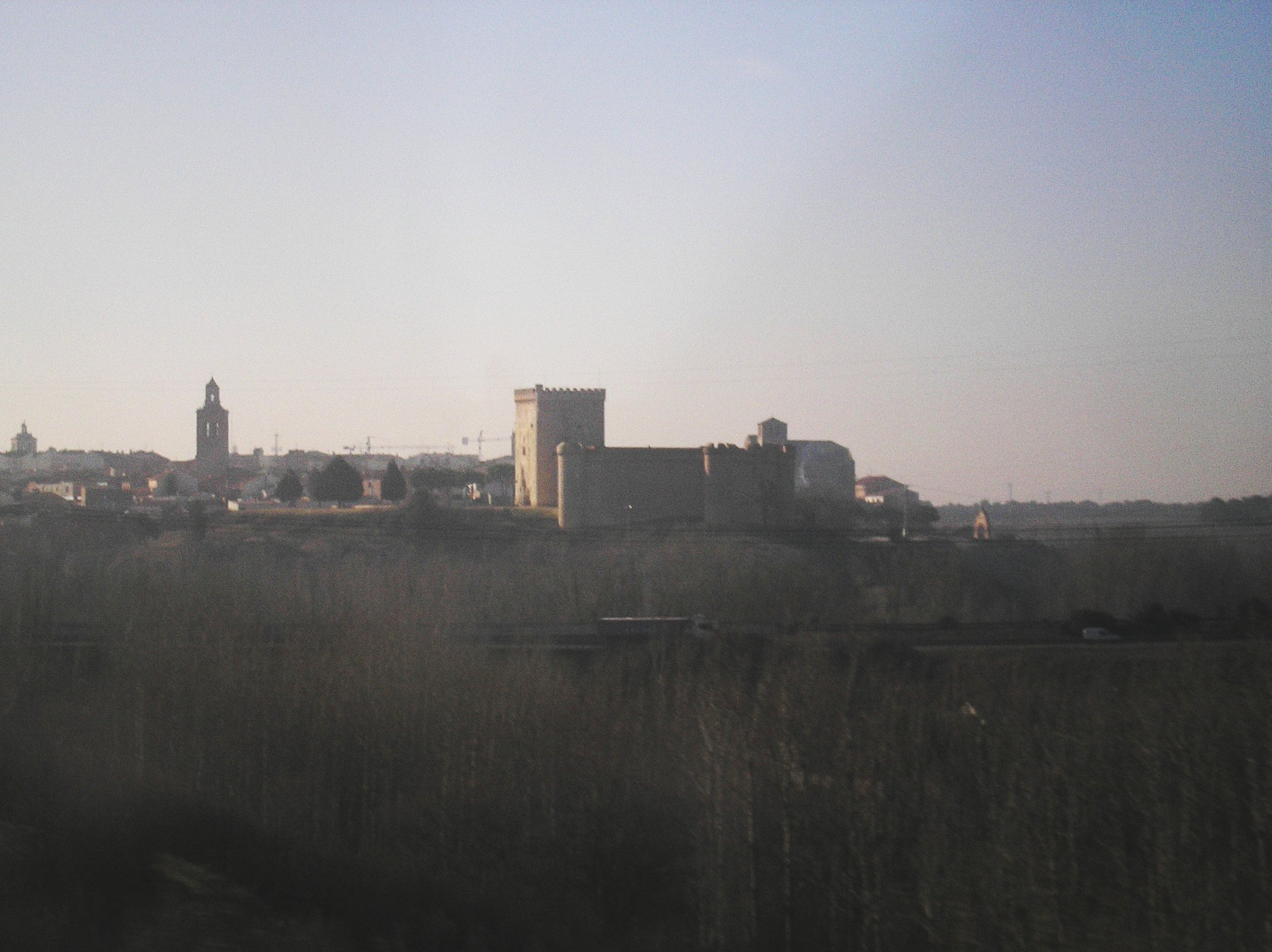
Castillo de Arévalo.

  - Convento de la Santísima Trinidad.
  - Convento de San Francisco.
  - Fuente de los Cuatro Caños.
  - Hospital de San Miguel.
  - Iglesia de San Miguel.
  - Iglesia de Santa María la Mayor.
  - Palacio Altamirano.
  - Palacio de los Osorio.
  - Palacio del Conde de Valdeáguila.
  - Paneras Reales.
  - Plaza de la Villa.
  - Puente de los Barros.
  - Puente de Medina.
  - Templo de Santo Domingo de Silos.
- Palacios de Goda
  - Ermita de la Virgen de la Fonsgriega.
  - Iglesia parroquial.

### Provincia de Valladolid
Distancia aproximada: 85 km; 3-4 jornadas.
- Medina del Campo
  - Casa Consistorial.
  - Castillo de La Mota.
  - Colegiata de San Antolín.

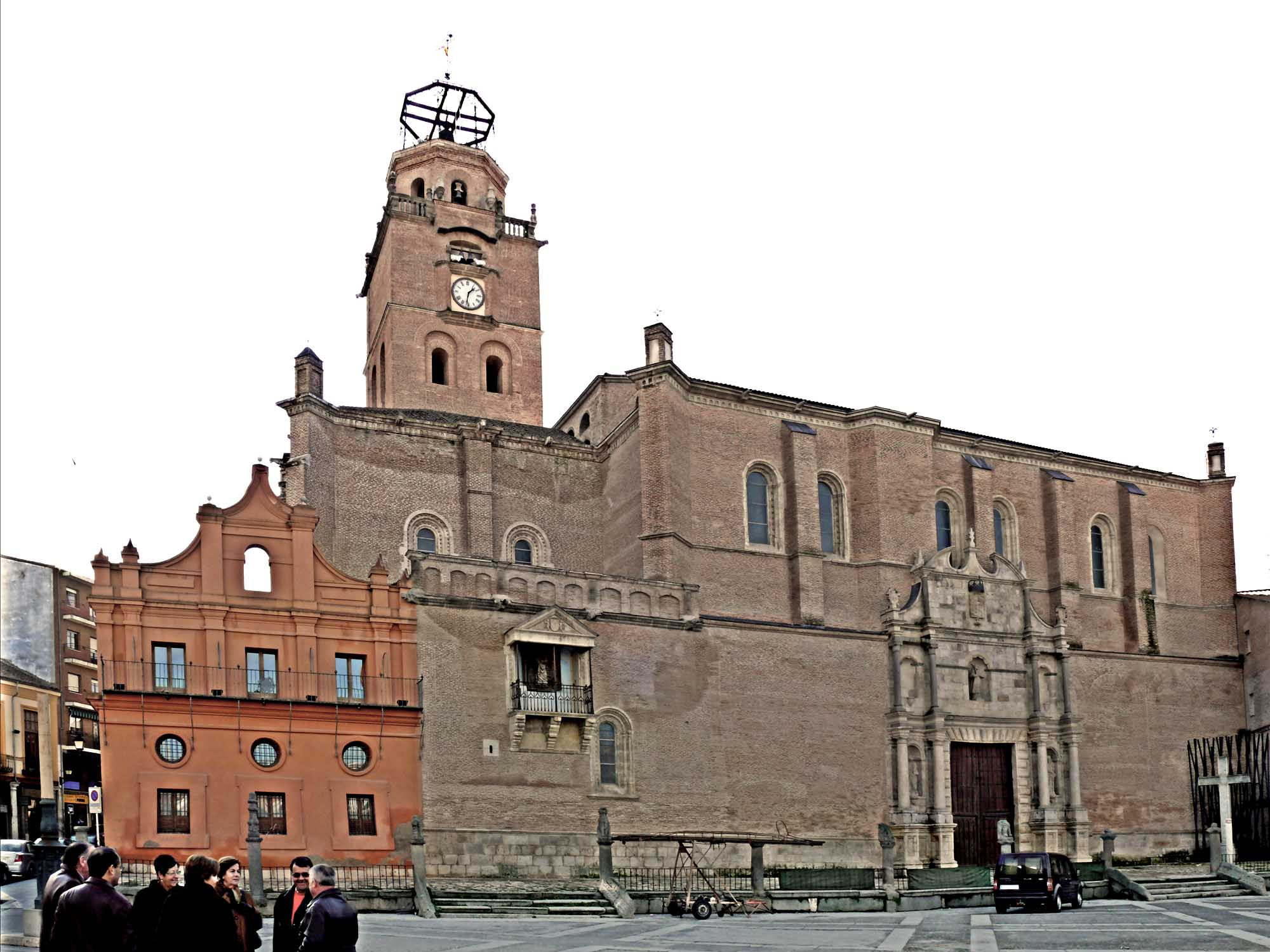
Colegiata de San Antolín en Medina del Campo.

  - Convento de los Padres Carmelitas.
  - Convento de Santa María la Real.
  - Convento de Santa María Magdalena.
  - Iglesia de Santiago el Real.
  - Monasterio de Santa Clara.
  - Palacio de las Dueñas.
  - Palacio Real y Testamentario.
  - Plaza Mayor.
  - Reales Carnicerías.
- Nava del Rey
  - Iglesia de la Santa Cruz.
  - Iglesia de los Padres Agustinos.
  - Iglesia de los Santos Juanes.
- Siete Iglesias de Trabancos
  - Ermita del Cristo del Humilladero.
  - Iglesia parroquial de San Pelayo.
- Castronuño
  - Iglesia parroquial de Santa María del Castillo.
- Villafranca de Duero
  - Iglesia parroquial de Santa María Magdalena.

### Provincia de Zamora
Distancia aproximada: 34 km; 1-2 jornadas.
- Toro
  - Alcázar.
  - Arco del Postigo.
  - Ayuntamiento.

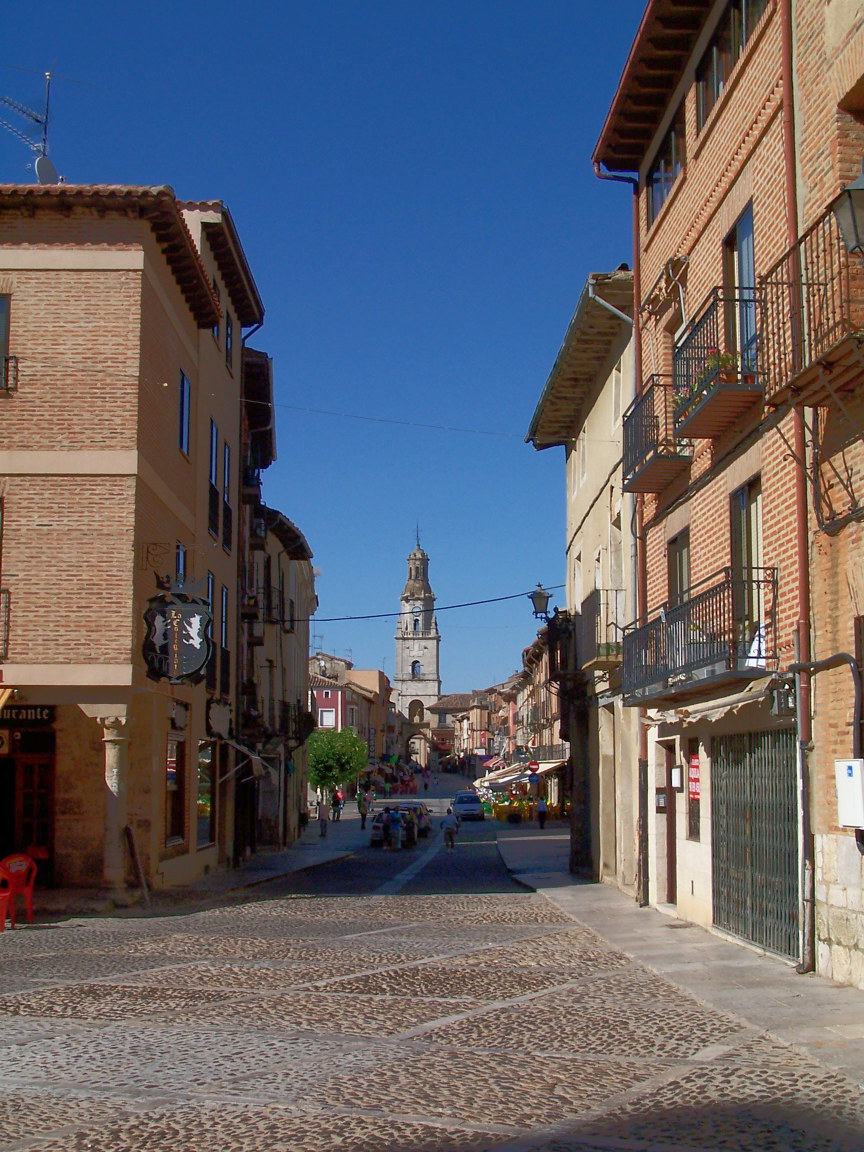
Casco histórico de Toro.

  - Colegiata de Santa María la Mayor.
  - Convento del Sancti Spiritu.
  - Iglesia de San Julián de los Caballeros.
  - Iglesia de San Pelayo.
  - Iglesia de San Salvador y San Lorenzo.
  - Iglesia de Santa María de Arbas.
  - Iglesia de Santa María de la Vega.
  - Iglesia de Santa María la Nueva.
  - Iglesia de Santo Tomás.
  - Palacio de las Escuelas Pías.
  - Palacio de las Leyes.
  - Palacio del marqués de Santa Cruz.
  - Torre del reloj.
- Villalazán
  - Iglesia parroquial de San Blas.
  - Yacimientos arqueológicos de Valcuevo.
- Villaralbo

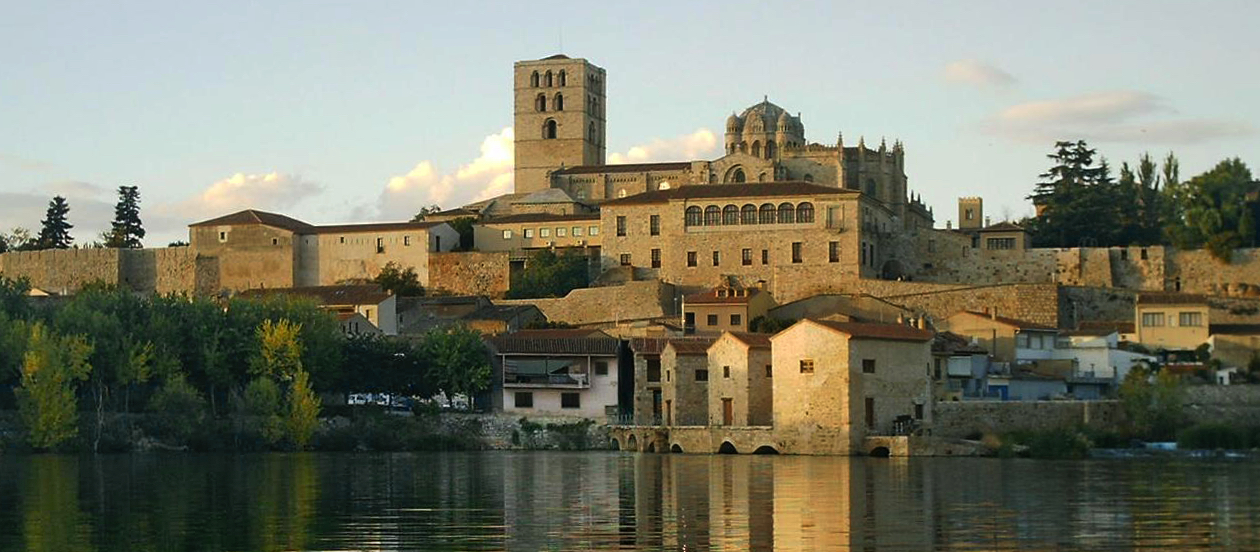
Panorámica de Zamora con el río Duero en primer plano y la Catedral al fondo.

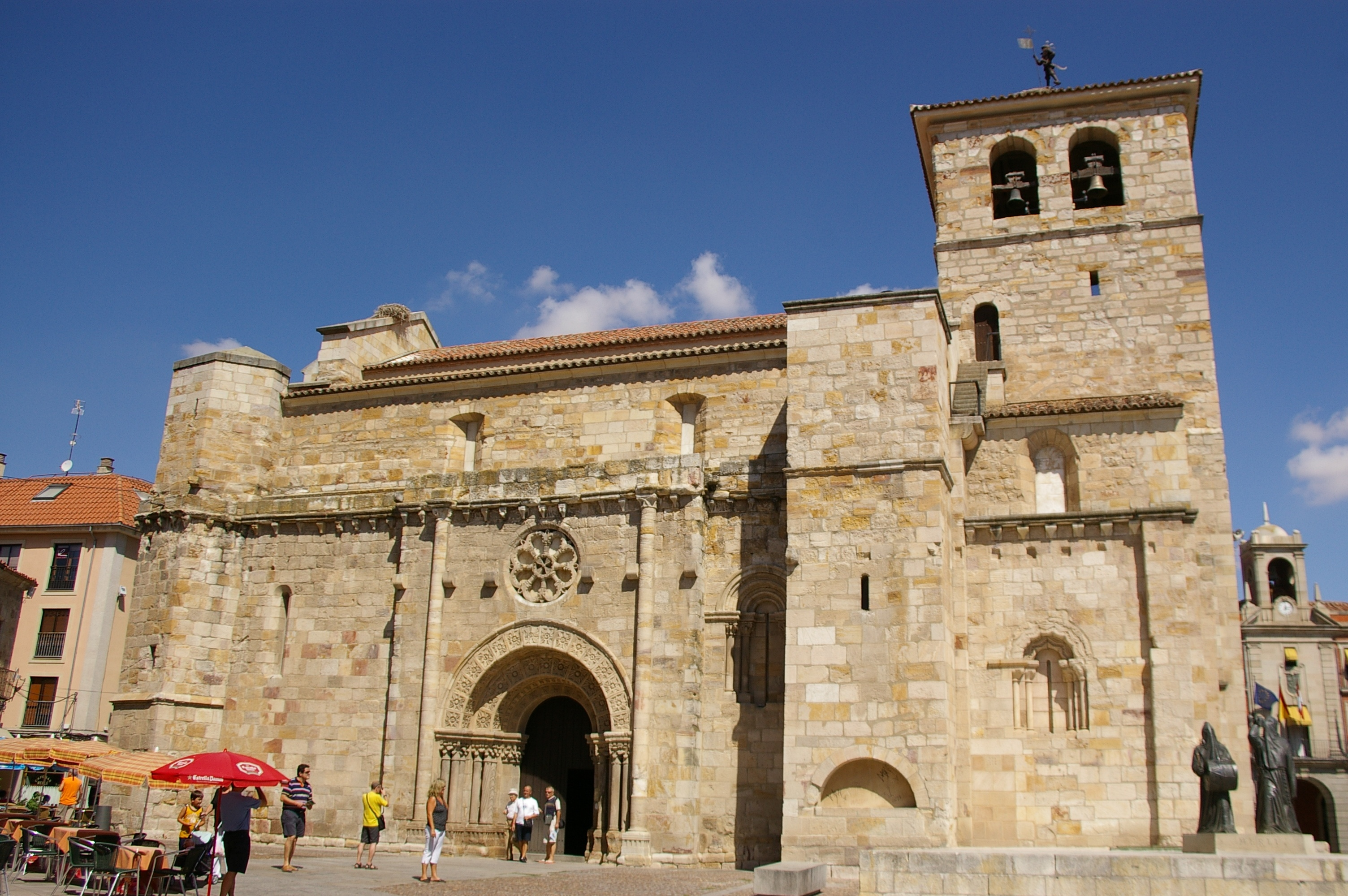
Iglesia de San Juan de Puerta Nueva en Zamora.

- Zamora → Enlace con la Ruta Jacobea de la Plata
  - Alhóndiga.
  - Ayuntamiento.
  - Castillo medieval.
  - Catedral de El Salvador.
  - Convento del Tránsito.
  - Ermita de la Virgen de los Remedios.
  - Hospital de la Encarnación.
  - Iglesia de San Juan de Puerta Nueva.
  - Iglesia de San Vicente.
  - Iglesia de Santa Lucía.
  - Iglesia de Santa María de la Horta.
  - Iglesia de Santa María la Nueva.
  - Iglesia de Santa María Magdalena.
  - Iglesia de Santiago el Burgo.
  - Iglesia de Santo Tomé.
  - Murallas medievales.
  - Palacio de los Condes de Alba y Aliste.
  - Palacio del Cordón.
  - Palacio de los Momos.
  - Pórtico de la Majestad.
  - Portillo de la Lealtad.
  - Puerta de Doña Urraca.
  - Puente de Piedra.
  - Ruinas del Convento de San Francisco.

## Otras Rutas Jacobeas en España
- Camino de Santiago Aragonés
- Ruta Jacobea de Fisterra
- Camino de Santiago Francés
- Ruta Jacobea Inglesa
- Ruta Jacobea de la Lana
- Ruta Jacobea Levantina
- Ruta Jacobea de Madrid
- Ruta Jacobea Mozárabe
- Ruta Jacobea del Norte
- Ruta Jacobea de la Plata
- Ruta Jacobea Portuguesa
- Camino de Santiago Primitivo
- Ruta Jacobea Sanabresa
- Ruta Jacobea Vadiniense
- Ruta Jacobea Vasca